# Col d'Arpy
Le col d'Arpy ou col de Saint-Charles (en italien, Colle d'Arpy ou Colle San Carlo) est un col situé en Vallée d'Aoste, en Italie. Il se situe à 1 951 mètres d'altitude dans les Alpes grées, entre le Valdigne et le vallon de La Thuile.

## Toponyme
Le col tire son nom de la tête d'Arpy (2 017 mètres).

## Géographie

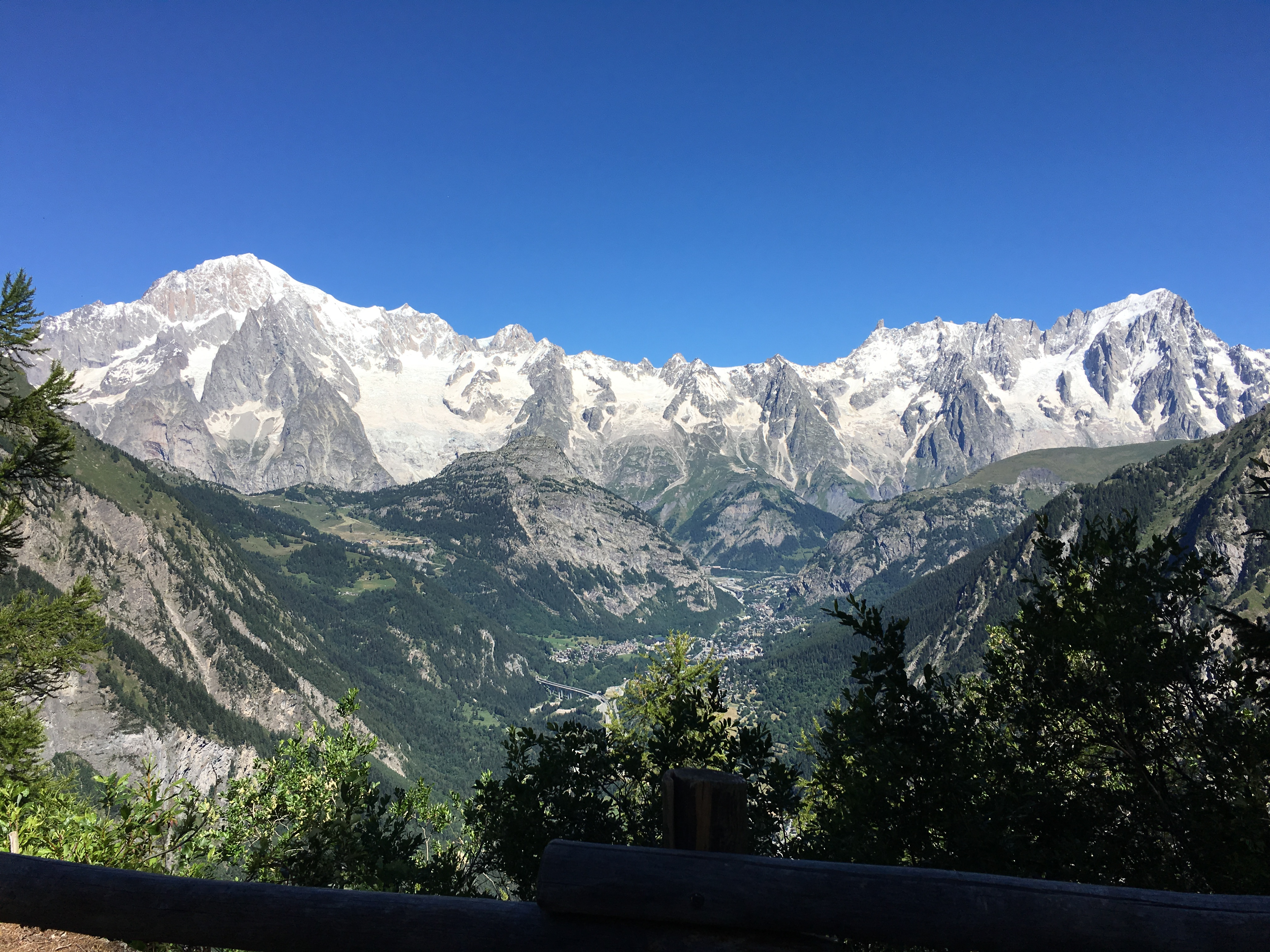
Vue du massif du Mont-Blanc depuis le belvédère du col d'Arpy.

On peut atteindre le col par la route régionale 39, qui relie les communes de Morgex et de La Thuile (17,5 kilomètres).
Il est situé près du lac d'Arpy. Une marche d'une dizaine de minutes permet d'atteindre un belvédère donnant une vue dégagée sur le massif du Mont-Blanc côté sud.

## Cyclisme
Ce col a souvent été traversé par des compétitions de cyclisme, en particulier par le Tour de la Vallée d'Aoste.
En 2006, le Tour d'Italie y est passé, dans l'étape Alexandrie-La Thuile, remportée par Leonardo Piepoli, suivi par Ivan Basso en maillot rose.  Il fut à nouveau franchi sur le Giro en 2019, constituant l'avant-dernière difficulté de la 14e étape. Richard Carapaz attaqua à moins de 3 km du sommet, franchit le col en tête et fit coup double en s'adjugeant à la fois l'étape et le maillot rose.
Il est au programme de l'édition 2021 de la Transcontinental Race.